# Акомодација ока
Акомодација ока или визуелна акомодација је физиолошки процес којим се постижу повољни оптички услови да би око могло да идентификује осмотрене просторне објекте. Процес се састоји од опажаја предмета у периферним деловима видног поља (око 0,1 sec), померања слике у самом оку да се доведе у осу осматрања ока (око 0,2 sec), времена потребног за добијање јасне слике (0,07 sec) и препознавања објекта (0,5-1 s).
Сходно томе укупно време акомодације ока у најбољем случају износи 1 sec. Ако је потребно да се изврше неке радње у вези са опажајем мртво време треба повећати за 0,5 sec за одлуку о деловању и њено извршење.
Способност очног сочива је да мења своју јачину како би гледањем блиских предмета настала јасна слика на мрежњачи.

## Основне информације
У акомодационом мировању, кад је предмет у далекој тачки, цилијарни мишићи ока су опуштени, а сочиво је скоро равно. То значи да се сочиву повећао радијус закривљености, а с тиме и жаришна даљина. Сочиво у том положају има најмању јачину, ј = 59 дпт.
Кад се предмет приближава оку, цилијарни мишићи се грче, што доводи па попуштања спољашње силе на сочиво и оно се због сопствене еластичности испупчују. Тада је сочиву смањен радијус закривљености, а самим тим и жаришна даљина. То значи да је јачина сочива порасла.
Око је око у акомодацијском максимуму онда кад се предмет налази у ближој тачки. Тада је јачина сочива највећа, и износи ј = 71 дпт.
На даљини јасног вида око акомодира без напора и тада је јачина сочива приближно 64 дпт.

## Акомодација ока код животиња
Многе животиње, за разлику од човека могу јасно видети како у води тако и на копну. Неке имају изванредан распон акомодације, а друге су развиле друге стратегије. Корморани могу да мењају рефракциону снагу својих сочива за 40-50 диоптрија, у поређењу са око 16 диоптрија код просечног адолесцента.
Повећана способност акомодације у великој мери настаје због високо развијених мишићних сфинктера који мењају закривљеност предњег дела сочива. Тако нпр. корњаче и видре имају веома јаке мишићне сфинктере. Варијације у геометрији сочива поседују и различите врсте птица и риба.

## Анатомија акомодационог апарата ока
Акомодациони апарат ока састоји се од цилијарног тела, цилијарног мишића, хороидее, предњих и задњих зонуларних влакана, капсуле сочива и кристалног сочива.
Постоје теоријске сугестије за улогу стакластог тела у акомодацији и емпиријски докази против потребе за стакластим телом у акомодацији.
Цилијарни мишић се налази унутар цилијарног тела испод предње склере. Цилијарни мишић се састоји од три групе мишићних влакана оријентисане уздужно, радијално (косо) и кружно.
Предња зонуларна влакна обухватају циркумлентни простор који се протеже од цилијарних наставака и умеће се око екватора сочива. Ова зонуларна влакна чине суспензорне елементе кристалног сочива. Задња зонуларна влакна протежу се између врхова цилијарних израслина и парс плана задњег цилијарног тела у близини ора серата.
Кристално сочиво се састоји од централног језгра и околног кортекса. Ово сочиво је окружено колагеном еластичном капсулом сочива.

## Акомодативни механизам ока
Акомодација је диоптријска промена оптичке снаге ока услед контракције цилијарног мишића. Контракција цилијарног мишића помера врх цилијарног тела према оси ока и ослобађа зонуларну напетост у мировању око екватора очног сочива. Када се зонуларна напетост ослободи, еластична капсула сочива обликује  сочиво у сферичнији и прилагођенији облик.
Током акомодације пречник сочива се смањује, дебљина сочива се повећава, предња површина сочива се помера ка напред, задња површина сочива се помера уназад и закривљеност предње и задње површине сочива се повећава. Повећава се и дебљина језгра сочива, али без промене дебљине кортекса.
Повећање закривљености предње и задње површине очног сочива доводи до повећања његове оптичке снаге, тако да физичке промене у сочиву и оку резултују повећањем оптичке моћи ока да се фокусира на објекте у близини.

## Акомодација
Акомодација је динамичка, оптичка промена диоптријске снаге ока која омогућава да се тачка фокуса ока промени са удаљених на блиске објекте. Код примата то је посредовано контракцијом цилијарног мишића, ослобађањем зонуларне напетости у мировању око екватора сочива, смањењем пречника сочива и „заокруживањем“ кристалног сочива кроз силу коју на сочиво врши капсула сочива. Повећана оптичка снага сочива се постиже повећањем закривљености предње и задње површине и повећаном дебљином. У неприлагођеном, еметропском оку (оку без рефракционе грешке) удаљени објекти на или изван онога што се сматра оптичком бесконачношћу за око (6 метара) фокусирани су на мрежњачу. Када се предмет приближи оку, око мора да се прилагоди да би одржало јасно фокусирану слику на мрежњачи.
Кратковидне очи, које су обично предугачке за комбиновану оптичку снагу сочива и рожњаче, нису у стању да постигну оштро фокусирану слику за објекте на оптичкој бесконачности осим ако се не обезбеди оптичка компензација, на пример преко сочива за наочаре са негативним напајањем.  Миопи се могу јасно фокусирати на објекте ближе оку од оптичке бесконачности без акомодације (на објекте у њиховој удаљеној тачки).
Млади хиперопи су у стању да се јасно фокусирају на објекте на оптичкој бесконачности само кроз акомодативно повећање оптичке снаге ока под условом да њихова акомодативна амплитуда премашује количину хиперметропије. нису у стању да постигну оштро фокусирану слику за објекте на оптичкој бесконачности осим ако се не обезбеди оптичка компензација, као што је на пример преко сочива за наочаре са негативним напајањем.
Миопи се могу јасно фокусирати на објекте ближе оку од оптичке бесконачности без акомодације (тј. објекте у њиховој удаљеној тачки).

## Оптика ока
Светлост из околине улази у око преко рожњаче и, у еметропском оку, доводи се до фокуса на мрежњачи кроз комбиновану оптичку снагу рожњаче и сочива.. Када се светлост из објекта фокусира на мрежњачу, перципира се јасна, оштра слика. Ово омогућава извођење скоро свих визуелних задатака као што је читање. Ако слика није фокусирана на мрежњачу, ови задаци постају тешки или немогући за обављање без оптичке компензације како би се слика фокусирала на мрежњачу.
Оптички елементи ока, рожњача, очна водица, кристално сочиво и стакласто тело доприносе оптичкој моћи ока. Код одраслог људског ока просечна нормална рожњача има радијус закривљености од око +7,8 mm, дебљину од око 0,25 mm у близини оптичке осе, а рожњача обезбеђује око 70% оптичке преламајуће моћи ока.
Светлост пролази из ваздушне средине у око, са индексом преламања од приближно 1,00, кроз сузни филм и улази у рожњачу. Рожњача се углавном састоји од течности и протеина и стога има индекс преламања већи од ваздуха од око 1,376. Оптичка снага рожњаче је због комбинације позитивног радијуса закривљености и већег индекса преламања рожњаче од околног ваздуха. Светлост затим пролази кроз рожњачу и улази у очну водицу. Пошто је индекс преламања очне водице близак индексу рожњаче (око 1,336), постоји релативно мали оптички ефекат на задњем интерфејсу рожњача/водена вода. Светлост тада улази у предњу површину кристалног сочива. Површина кристалног сочива има индекс преламања нешто већи од очног очне водице (око 1,386). Предња површина сочива има радијус закривљености од око +11,00 мм што доприноси оптичкој снази ока. Кристално сочиво има градијентни индекс преламања који се прогресивно повећава од око 1,362 на површини кортекса до око 1,406 у центру језгра сочива. Градијентни индекс преламања сочива додаје додатну оптичку снагу сочиву јер градијент доводи до преламања светлости кроз сочиво. Ово доводи до тога да светлост иде закривљеном путањом, а не равном кроз сочиво. За поједностављене оптичке прорачуне, сложенији градијент индекс преламања сочива се често замењује са једном еквивалентном вредношћу индекса преламања.
Степен до којег градијентни индекс преламања додаје додатну оптичку снагу сочиву је очигледан када се схвати да да би еквивалентно сочиво индекса преламања имало исти облик и оптичку снагу као сочиво са градијентним индексом преламања, еквивалентна вредности индекса преламања и мора бити већа од највеће вредности индекса преламања у центру градијентног индекса преламања сочива. Задња површина кристалног сочива има радијус закривљености од око –6,50 mm. Иако задња површина сочива има негативан полупречник закривљености, она је и даље конвексна површина која додаје оптичку снагу оку, и то релативно више него предња површина сочива јер је задња површина сочива стрмо закривљена од предње површине сочива.
Закривљеност предње и задње површине сочива (као и индекс преламања градијента сочива) су важне за оптичку снагу ока и управо те површине постају стрмо закривљене како би се омогућило акомодативно повећање оптичке снаге сочива. Историјски је сугерисано да се задња површина сочива не помера и да се закривљеност задње површине сочива не мења значајно са акомодацијом. Међутим, данас је познато да задња површина сочива подлеже повећању закривљености и да се помера уназад током акомодације како се дебљина сочива повећава.  Пошто се облик сочива, аксијална дебљина и екваторијални пречник мењају током смештаја, ово налаже да се облик градијентног индекса преламања сочива такође мора мењати током акомодације. Иако се облик индекса преламања градијента сочива мења како сочиво мења облик током смештаја, то не захтева промену еквивалентног индекса преламања сочива током смештаја, барем у мери у којој границе резолуције тренутно доступне технологије то дозвољавају бити разазнати.

## Оптички захтеви за акомодацију
Оптичка снага кристалног сочива се повећава (односно жижна даљина сочива се смањује) током акомодације. Као последица тога, око мења фокус са удаљености на близину, тако да се слика блиског објекта фокусира на мрежњачу.
Диоптријска промена снаге ока дефинише акомодацију, а акомодација се мери у јединицама диоптрије (Д). Диоптрија је реципрочни метар и мера је границе светлости. Светлосни зраци из тачкастог објекта се разилазе и по конвенцији су означени да имају негативну вергенцију (покрете у којима се оба ока крећу у различитим правцима).
Светлосни зраци који конвергирају ка тачкастом снимку означени су да имају позитивну вергенцију  Објекат на оптичкој бесконачности има нулту вергенцију на рожњачи. Оптички интерфејси ока (рожњача и сочиво) додају позитивну конвергенцију како би повукли светлосне зраке ка фокусу на мрежњачи ( слика 3.3). Када се објекат помери из бесконачности у тачку ближе оку, блиски објекат навлачи дивергентне зраке на рожњачу.
Да би се фокусирао на блиски објекат, оптичка снага ока мора да се повећа да би додала позитивну вергенцију сада дивергентним зрацима како би се преломљени зраци довели у фокус на мрежњачи. Када је еметропично око фокусирано на удаљени објекат, око се сматра неакомодираним. Ако се око прилагоди од објекта на оптичкој бесконачности до објекта 1,0 m испред ока, то представља 1,0 Д акомодације. Ако се око прилагођава од бесконачности до 0,5 m испред ока, ово је 2 Д акомодације, а од бесконачности до 0,1 m је 10 Д, и тако даље.
Акомодативни одговор је стога повећање оптичке снаге којој се око подвргава да би променило фокус са објекта на оптичкој бесконачности на објекат у близини.

## Дубина видног поља ока
Клинички, најближа тачка јасног вида се обично мери субјективно у оку коригованом за вид на даљину. Ово се постиже померањем графикона за читање у близини очију док се од субјекта тражи да пријави када више не може да задржи јасан вид на ближој мети или када блиска мета први пут постане замагљена. Иако се реципрочна вредност ове блиске удаљености очитавања изражена у метрима и клинички се назива акомодативна амплитуда, ово је технички нетачно. Тест склекова је субјективна мера разлике између далеке и блиске тачке изражене у јединицама диоптрије. Међутим, ово није мера праве диоптријске промене у снази ока због дубине поља ока. Дубина поља се дефинише као опсег преко којег се објекат може померити ка или од ока у простору објекта без приметне промене у замућењу или фокусу слике. Дубина поља ока зависи од многих фактора. На пример, дубина поља зависи од величине зенице. Велика зеница резултира широким и стрмим конусом светлости који конвергира ка мрежњачи. Мала грешка у фокусу слике у односу на положај мрежњаче стога доводи до велике промене у замућењу слике. Велика зеница резултује релативно малом дубином поља. Мала зеница резултује уским и равним конусом светлости који конвергира ка мрежњачи. Због тога мала зеница резултује релативно већом дубином поља.
Дубина видног поља ока зависи од нивоа осветљења због утицаја који осветљење има на пречник зенице. За јако осветљен објекат, величина зенице ће се смањити, што ће резултовати повећањем дубине поља. Присуство оптичких аберација као што су астигматизам, кома и сферна аберација такође делују на повећање дубине поља ока. Присуство очних аберација доводи до слике која није у оштром фокусу на мрежњачи. Према томе, мали покрети објекта у простору објекта не би приметно променили фокус слике на мрежњачи у оку са аберацијама. Са акомодацијом и са порастом старости величина зенице се смањује. Напор да се фокусира близу стога повећава дубину поља ока због сужења зенице. Када се најближа тачка јасног вида процени субјективним методама, као што је метода потискивања, дубина поља ока резултује прецењивањем диоптријске промене оптичке снаге ока. Када се блиска тачка јасног вида мери методом субјективног склека, ово прецењује објективно измерену амплитуду акомодативног одговора за око 1–2 Д. Субјективно тестирање ове природе код потпуних пресбиопа може навести некога да верује да је код ока 1 Д  акомодација присутна, али то није права промена оптичке снаге ока и стога се назива псеудоакомодација.

## Оштрина вида
Поред дубине видног поља ока, оштрина или контрастна осетљивост ока такође утичу на субјективно мерење блиске тачке јасног вида. Субјективно мерење се у великој мери ослања на то да субјект опажа када се објекат више не може видети у оштром фокусу. Како се циљ за читање приближава оку, субјект мора да одлучи у ком тренутку објекат више није у прихватљивом фокусу. Ниво осветљења циљног предмета може утицати на дубину поља ока, али осветљење такође утиче на контраст и осветљеност слике.
Ако се циљни предмет посматра при слабом осветљењу, теже је открити када је у јасном и оштром фокусу. На јаком осветљењу циљ за читање ће се видети јасније. Повећано осветљење обезбеђује већи контраст на мети и тако се лакше детектују мање промене у фокусу или замућење циљаног предмета. 
Док ће повећање нивоа осветљења помоћи да се побољша контрастна осетљивост и оштрина, ово ће такође смањити величину зенице и на тај начин повећати дубину поља ока и тако резултовати ближом тачком перципираног јасног вида.
У случајевима катаракте или других замућења очних оптичких медија, слика блиског објекта се не види јасно и тако се мале промене у фокусу слике мање лако детектују. Са старењем, оптичка јасноћа сочива се смањује и преваленција катаракте се повећава.
Болести мрежњаче такође могу утицати на оштрину вида. Старији пацијенти често имају смањену оштрину вида и/или смањену контрастну осетљивост, иако не само због смањених оптичких перформанси.
Ако се блиска тачка јасног вида мери коришћењем субјективног теста  код пресбиопа или код пацијената са катарактом или обољењем мрежњаче, ово ће преценити праву објективно измерену акомодативну амплитуду.